# Гурноволя
Гурноволя (пол. Górnowola) — село в Польщі, у гміні Новий Корчин Буського повіту Свентокшиського воєводства.
Населення — 248 осіб (2011).
У 1975-1998 роках село належало до Келецького воєводства.

## Демографія
Демографічна структура на день 31 березня 2011 року:
|          | Загалом | Допрацездатний вік | Працездатний вік | Постпрацездатний вік |
| -------- | ------- | ------------------ | ---------------- | -------------------- |
| Чоловіки | 120     | 25                 | 81               | 14                   |
| Жінки    | 128     | 25                 | 70               | 33                   |
| Разом    | 248     | 50                 | 151              | 47                   |